# Alebion
Az Alebion a Hexanauplia osztályának Siphonostomatoida rendjébe, ezen belül a vízitetvek (Caligidae) családjába tartozó nem.

## Tudnivalók
Az Alebion-fajok tengeri élőlények. Közülük a legtöbben élősködő életmódot folytatnak.

## Rendszerezés
A nembe az alábbi 9 faj tartozik:
- Alebion carchariae Krøyer, 1863 - típusfaj
- Alebion crassus (Bere, 1936)
- Alebion difficile (Beneden, 1892)
- Alebion elegans Capart, 1953
- Alebion glaber Wilson C.B., 1905
- Alebion gracilis Wilson C.B., 1905
- Alebion lobatus Cressey, 1970
- Alebion maculatus Wilson C.B., 1932
- Alebion pacificus Cressey, 1972